# پولارد (آلاباما)
پولارد (به انگلیسی: Pollard) شهری در شهرستان اسکامبیا ایالت آلاباما است که مساحت آن ۲٫۸۹ کیلومتر مربع است و در سرشماری سال ۲۰۱۰ میلادی، ۱۳۷ نفر جمعیت داشته و تراکم جمعیتی آن، ۴۷٫۴ نفر در هر کیلومتر مربع بوده است.